# Marie Dietrich
Marie Dietrich (Weinsberg, 1865 - Berlín, 1940) fou una soprano alemanya.
Estudià en el Conservatori de Stuttgart, amb Ferdinand Jäger, que fou el primer Siegfried de Viena, passant després a París on els perfeccionà amb Pauline Viardot. Per molt de temps fou un estimat membre de l'Acadèmia de Stuttgart i es convertí en la soprano principal de l'Òpera de Berlín. Abans però havia fet una curta carrera com a cantant de concerts, començant la seva carrera d'òpera el 1888 en la Cort de Stuttgart anant a Berlín el 1891.
El 1912 s'acomiadà de l'escena amb el rol de Marie a Waffenschmied d'Albert Lortzing. La seva obra original i predilecta era Hänsel i Gretel. Tenia un gran entusiasme per la música i el cant religiós, dedicant-se a donar concerts amb gran èxit. Va romandre en el teatre de la cort fins al 1915. Estava casada amb el tenor Robert Philipp (1852-1933).